# Andrijiwka (Wolnowacha, Welyka Nowosilka)
Andrijiwka (ukrainisch Андріївка; russisch Андреевка Andrejewka) ist ein Dorf im Westen der ukrainischen Oblast Donezk mit etwa 1600 Einwohnern (2001).

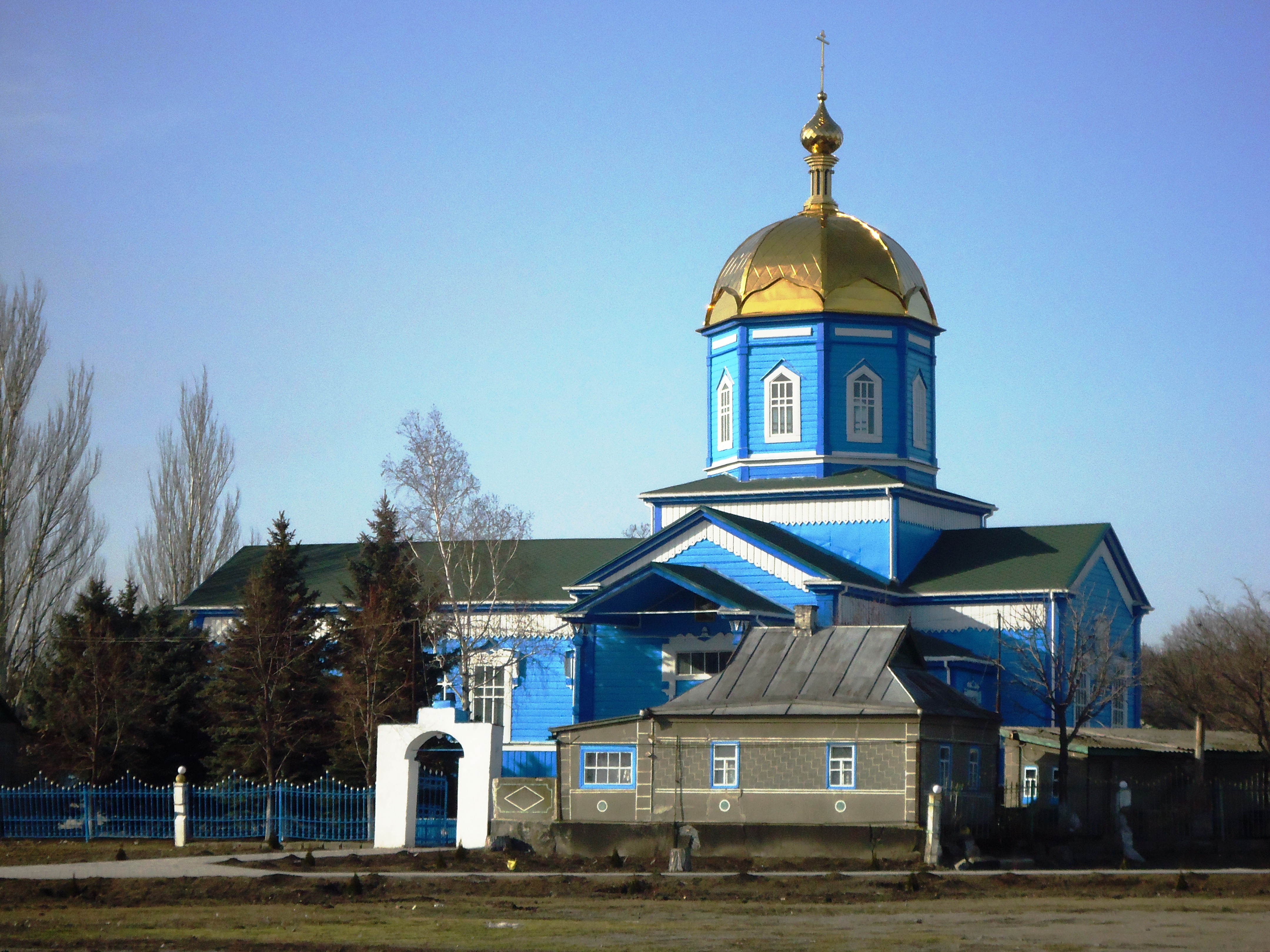
Kirche im Ort

Das Dorf ist nach dem Kosakenführer Andrij Solohub benannt, da an Stelle seines Winterquartiers 1660 das Dorf  gegründet wurde.
Die Ortschaft liegt auf 123 m Höhe am rechten Ufer der Wowtscha, einem 323 km langen Nebenfluss der Samara, 29 km nordöstlich vom Rajonzentrum Welyka Nowosilka und 72 km westlich vom Oblastzentrum Donezk.
Durch das Dorf verläuft die Territorialstraße T–05–15 und 3 km südlich von Andrijiwka, auf dem gegenüberliegenden Ufer der Wowtscha beim Dorf Kostjantynopil (Костянтинопіль), verläuft die Fernstraße N 15.
Am 12. Juni 2020 wurde das Dorf ein Teil der neugegründeten Siedlungsgemeinde Welyka Nowosilka, bis dahin bildete es zusammen mit den Dörfern Petropawliwka (Петропавлівка), Schewtschenko (Шевченко) und Slowjanka (Слов'янка) die gleichnamige Landratsgemeinde Andrijiwka (Андріївська сільська рада/Andrijiwska silska rada) im Nordosten des Rajons Welyka Nowosilka.
Am 17. Juli 2020 wurde der Ort ein Teil des Rajons Wolnowacha.
Am 14. November 2024 wurde die Evakuierung von Familien mit Kindern wegen der vorrückenden Russischen Truppen angeordnet.